# Solidarité internationale libertaire
Actif environ entre 2001 et 2005, le réseau Solidarité internationale libertaire (SIL) rassemblait une vingtaine d'organisations communistes libertaires ou anarcho-syndicalistes de par le monde.

## Histoire
Il s'agissait non pas d'une Internationale, mais d'un réseau de solidarité, capable de mettre en œuvre des projets de soutien comme le financement d'une coopérative ouvrière, d'une imprimerie libertaire et d'un hall communautaire mis sur pied par les organisations d'Amérique latine en 2002.
Le réseau SIL a été fondé lors d'une rencontre internationale organisée par la CGT espagnole à Madrid en avril 2001,. D'autres rencontres se sont tenues, notamment à Gênes en juillet 2001 à l'occasion du contre-G8, et à Séville en juin 2002 à l'occasion du contre-sommet de l'Union européenne.
Après la mise en sommeil du réseau, une partie des organisations membres se sont retrouvées autour du portail Anarkismo.net.

## Organisations membres
- Alternative Libertaire (AL)  France[3]
- Al Badil Al Taharouri (en)  Liban[3].
- AUCA  Argentine
- Brazilian Workers Confederation (en) (FAG)  Brésil[3].
- Confédération générale du travail (CGT)  Espagne[3].
- Confederazione Italiana di Base Unicobas (CIB UNICOBAS)  Italie[3].
- Consejo Indígena Popular de Oaxaca "Ricardo Flores Magón" (CIPO-RFM)  Mexique
- Union syndicaliste libertaire (ΕΣΕ)  Grèce
- Fédération anarchiste uruguayenne (FAU)  Uruguay[3].
- Fédération des communistes libertaires du Nord-Est (NEFAC)  Canada /  États-Unis
- Federazione Dei Comunisti Anarchici (FdCA)  Italie
- Luta Libertaria  Brésil
- Offensive libertaire et sociale (OLS)  France
- Organisation communiste libertaire (OCL)  France
- Organisation socialiste libertaire (OSL)  Suisse[3].
- Organisation socialiste libertaire (OSL)  Argentine[3].
- ORA-Solidarita  République tchèque[3].
- Red Libertaria Apoyo Mutuo  Espagne[3].
- Réseau No Pasaran  France
- Sveriges Arbetares Centralorganisation (SAC)  Suède[3].
- Workers Solidarity Movement (WSM)  Irlande
- Zabalaza Anarchist Communist Federation (ZACF)  Afrique du Sud